# いずみたく
いずみ たく（1930年〈昭和5年〉1月20日 - 1992年〈平成4年〉5月11日）は、日本の作曲家・政治家。元参議院議員（第二院クラブ）。中黒を付けていずみ・たくと表記される場合もある。本名は今泉 隆雄（いまいずみ たかお）。
歌謡曲（演歌調からシャンソン風、ブルース、ポップスまで曲調はさまざま）から、フォークソング、CMソング、アニメソング、ミュージカル、童謡、校歌、交響曲（笙や能管などと管弦楽の組み合わせという作品も含めて数曲が残されている）と幅広いジャンルの曲を作曲。多作で知られ、総作数は15,000曲に上るという。

## 人物・来歴
東京市下谷区（現：東京都台東区）谷中生まれ。
仙台陸軍幼年学校に在学中、敗戦を迎える。
東京府立第五中学校を経て、1946年（昭和21年）、一期生として鎌倉アカデミア演劇科に入学する（同窓生として前田武彦や高松英郎らがいた）。1950年（昭和25年）に舞台芸術学院演劇学科を卒業後、ダンプの運転手などをしながら芥川也寸志に師事し、作曲活動を始める。後に三木鶏郎が率いる冗談工房に参加し、トリローグループの一員ともなった。1955年（昭和30年）には、朝日放送ホームソングコンクールにおいてグランプリを受賞。
1960年には永六輔とともにミュージカル『見上げてごらん夜の星を』を制作。その制作現場で、舞台美術を担当するやなせたかしを永六輔から紹介される。
1963年には、芸能プロダクション「オールスタッフプロダクション」を設立。いしだあゆみ、ピンキーとキラーズ、佐良直美らが所属していた。
1965〜69年にかけて永六輔作詞で47都道府県の”ご当地ソング”をデューク・エイセスが歌う「にほんのうた」シリーズを作った。このシリーズからは『いい湯だな』（群馬県）、『女ひとり』（京都府）、『フェニックス・ハネムーン』（宮崎県）などのヒット曲がある。
1969年（昭和44年）には佐良直美の『いいじゃないの幸せならば』が第11回日本レコード大賞を受賞した。また、「にほんのうた」シリーズで、1966年第8回日本レコード大賞 企画賞、1969年第11回日本レコード大賞 特別賞を受賞している。
1972年（昭和47年）テイチク･レコード傘下にBLACKレーベルを開設。1973年には新たな発想に、「オールスタッフプロダクション」所属者、楽曲を提供していたNHK総合テレビの音楽番組『ステージ101』のレギュラー出演者グループであるヤング101の卒業生にグループ・サウンズのフィフィ・ザ・フリー元メンバーらをスカウトなどによって集め、自身がプロデュースと監督を務める「いずみたくシンガーズ」を結成した。「いずみたくシンガーズ」は全国放送テレビ番組出演に加え、地方各地をステージ公演する活動を行った。舞台では歌手兼ダンサー・チームと演奏者・バンドの二部体制をとったが、レギュラー出演した日本テレビの教育番組『カリキュラマシーン』では、演奏者もダンスやコントに参加。1974年発表の『帰らざる日のために』、『徹子の部屋 」テーマ曲（『徹子の部屋のテーマ』、ただし演奏者クレジットは非公開）などは編曲アレンジの都合から歌手チームのみ起用されている。結成当初のメンバーには、「いずみたくシンガーズ」を米国の「マイク・カーブ・コングリゲイション」同様に集団組織の中核を務めてもらい、さらに増員を図る計画を伝えていた。メンバー交代やいずみたくの構想変更から1976年には「オールスタッフプロダクション」斡旋のソロ活動やセッション演奏活動に移行し発展解消、事実上自然消滅解散する。
「歌はドラマである」のモットーに基づき、「見上げてごらん夜の星を」「洪水の前」「おれたちは天使じゃない」「歌麿」「船長」「死神」「聖スブやん」（小説『エロ事師たち』の舞台化）、など多数のミュージカルを手がけた。ミュージカルの制作とともに、ミュージカル俳優の育成にも情熱を注ぎ、日本のミュージカル界で活躍する多くの俳優を育てた。その俳優養成が基となり、ミュージカルを専門に上演する劇団フォーリーズ（現：ミュージカルカンパニー イッツフォーリーズ）を旗揚げ。客席数100席の劇場・アトリエフォンテーヌを作り、そこを拠点に数々の実験的な公演を行った。
1986年（昭和61年）、第二院クラブから参議院比例区に立候補するも落選。1989年（平成元年）、青島幸男辞職により繰上当選となった。第二院クラブから立候補した理由は、友人である青島幸男に強く請われたためだとする説も有力である。議員としての活動では、「日本は世界第2位の経済大国であるのに、国の文化・芸術関連への予算配分が少なすぎる」として、文教関係予算の増額のために尽力したが、任期途中の1992年（平成4年）5月11日、肝不全のため東京都港区の済生会中央病院で死去した。62歳没。哀悼演説は同年5月20日、参議院本会議で大木浩により行われた。墓所は雑司ヶ谷霊園。
晩年は以前からミュージカルをプロデュースしていた「アンパンマン」のアニメ化作品「それいけ!アンパンマン」の音楽を担当しており、「すすめ！アンパンマン号」（ミュージカル『アンパンマンと勇気の花』挿入歌）が遺作となった。作詞を担当したやなせたかしによると、いずみの病状が悪化したため、他の作曲家に依頼するプランもあったものの、いずみが引き受け病床で妻に口述筆記させて完成させた。編曲を担当した弟子の近藤浩章によると、いずみが亡くなったのは編曲作業が終了し録音に入る直前だったという。
孫はシンガーソングライターのラブリーサマーちゃん。姪はミュージカルカンパニー イッツフォーリーズ代表者の土屋友紀子。

## 作曲・編曲した主な作品
- 青い三角定規
  - 太陽がくれた季節（日本テレビ、『飛び出せ!青春』主題歌）
  - 青春の旅（同挿入歌）
- いしだあゆみ
  - サチオ君
- いずみたくシンガーズ
  - 帰らざる日のために（日本テレビ、『われら青春!』主題歌）
  - ラララ青春（フジテレビ、『青春家族』主題歌）
- 大竹宏
  - ニャロメのうた（NET、『もーれつア太郎』挿入歌）
- ザ・シャデラックス、尾崎紀世彦
  - 今・今・今（劇団四季ミュージカル『さよならTYO』挿入歌[8]）
- 桂京子
  - もーれつア太郎（NET、『もーれつア太郎』主題歌）
- 上高田少年合唱団
  - 宇宙少年ソラン（TBS、『宇宙少年ソラン』主題歌）
- 岸洋子
  - 夜明けのうた
  - 希望
- キューティー・Q
  - ファースト・ラヴ
  - 淋しい花嫁
- 熊倉一雄／吉幾三／憂歌団／泉谷しげる／ザ50回転ズ／氷川きよし
  - ゲゲゲの鬼太郎（フジテレビ、『ゲゲゲの鬼太郎』主題歌）
- 西郷輝彦
  - ねがい（TBS、『江戸を斬る』主題歌）
- 坂本九
  - 見上げてごらん夜の星を
  - 幸せなら手をたたこう（編曲のみ・有田怜名義）
  - 夜明けの唄
  - ともだち
  - まあるくなった
  - みんなでつくろう
- 佐良直美
  - 世界は二人のために
  - いいじゃないの幸せならば
  - 肝っ玉かあさん（TBS、『肝っ玉かあさん』主題歌）
- 沢たまき
  - ベッドで煙草を吸わないで
- ザ・ドリフターズ／デューク・エイセス
  - いい湯だな
- ジャニーズ
  - おーいわーいチチチ（日本テレビ、『オーイわーいチチチ』主題歌）
  - 太陽のあいつ（TBS、『太陽のあいつ』主題歌）
- スリー・グレイセス、ボーカル・ショップ
  - さすらいの太陽（フジテレビ、『さすらいの太陽』主題歌）
- デューク・エイセス
  - 女ひとり
  - つくばがえる（筑波山麓合唱団〜かえるの合唱）
  - 鳳は今日も羽ばたく（専修大学創立百年記念歌）（作詞・岩谷時子）
- 中村雅俊
  - ふれあい（日本テレビ、『われら青春!』挿入歌）
- 倍賞千恵子
  - ギララのロック（「松竹映画『宇宙大怪獣ギララ』主題歌）
  - 月と星のバラード（同挿入歌）
- 橋幸夫
  - 僕等はみんな恋人さ
- 尾藤イサオ
  - ワルのテーマ（東映映画『非情学園ワル』主題歌）
- 弘田三枝子
  - バラの革命
- ピンキーとキラーズ
  - 恋の季節
  - 涙の季節
  - 星空のロマンス
  - 七色のしあわせ
  - 青空にとび出そう（TBS、『青空に飛び出せ!』主題歌）
- フォーリーブス
  - 若者は旅をつづける
  - 人生は一度きりだから
  - 見上げてごらん夜の星を
  - めぐり逢い
- ブラザース・フォア
  - 『チリンの鈴』主題歌
- 布施明
  - 若い明日（日本テレビ、『青春とはなんだ』主題歌）
  - 貴様と俺（同挿入歌。以降、日テレ青春シリーズで使われ続けた）
  - これが青春だ（日本テレビ、『これが青春だ』主題歌）
  - でっかい青春（日本テレビ、『でっかい青春』主題歌）
- 堀江美都子
  - 心のうた（フジテレビ、『さすらいの太陽』主題歌）

初期では藤山ジュンコが歌っている。
  - ハローララベル（テレビ朝日、『魔法少女ララベル』オープニングテーマ）
  - 魔法少女ララベル（同エンディングテーマ）
- みすず児童合唱団、東京混声合唱団
  - 星の炎に（『宇宙エース』主題歌）
- 三橋美智也
  - 春の音/琴という女
- 由紀さおり
  - 夜明けのスキャット
- ザ・ワンダース
  - 愛して行こう

### 童謡
- 手のひらを太陽に（作詞：やなせたかし）
- ケロヨン関連
  - ケロヨンのうた
  - ケロヨン音頭
  - その他全楽曲、および劇中音楽（BGM）も担当。

### ミュージカル
- いずみたく制作作品
  - 見上げてごらん夜の星を（1960年、作:永六輔）
  - 泥の中のルビー（1960年、作:八木柊一郎、演出:松浦竹夫）
  - 灯台の灯のように（1962年、作・演出:永六輔）
  - 夜明けのうた（1965年、作:松木ひろし、演出:松浦竹夫）
  - 結末のない童話（1966年、作:八木柊一郎、演出:松浦竹夫）
  - ふうてん（1967年、作:岡田教和、演出:砂田実）
  - 手紙（1967年、作:藤田敏雄、演出:砂田実）
  - 聖スブやん（1967年、作:藤田敏雄、演出:松浦竹夫）
  - 死神（1972年、作・演出:藤田敏雄）
  - 海さち山さち物語（1974年、作:山川啓介、演出:近藤玲子）
  - おれたちは天使じゃない（1974年、作:矢代静一、藤田敏雄、演出:藤田敏雄）
  - 真夏の夜の夢（1975年、作:山川啓介、瓜生正美、演出:瓜生正美）
  - 二重唱（1976年、作:神吉拓郎、演出:藤田敏雄）
  - 怪傑アンパンマン（1976年、作:やなせたかし、演出:キノ・トール）
  - 任侠ぶろうどうえい街道（1976年、作:明城照弥、山川啓介、演出:藤田敏雄)
  - 二重唱・マイナスワン（1976年、作:藤田敏雄、黒柳徹子、演出:藤田敏雄）
  - 悪魔になってみませんか（1977年、作:吉田義昭、演出:キノ・トール）
  - ファーブル昆虫記（1978年、作:吉田義昭、演出:堀内完）
  - ユニコの冒険（1979、作:手塚治虫、吉田義昭、演出:キノ・トール）
  - TOMORROW（1979年、作:吉田義昭、演出:増見利清）
  - ラブ・トリック（1979年、作:山川啓介、演出:福田善之）
  - 洪水の前（1980年、作:矢代静一、藤田敏雄、演出:藤田敏雄）
  - ザ・マジック（1980年、作:石岡三郎、吉田義昭、演出:坂上道之助）
  - 女学者たち（1982年、作:なかにし礼、演出:福田善之）
  - 日本ミュージカル事始め（カフェーの夜）（1982年、作・演出:大西信行）
  - チリンの鈴（1982年、作:やなせたかし、演出:いずみたく
  - ザ・マジック2（1982年、作:石岡三郎、吉田義昭、演出:坂上道之助）
  - とべ！アンパンマン（1983年、作:やなせたかし、演出:藤田敏雄）
  - 少年とラクダ（1983年、作・演出:瓜生正美）
  - かわいそうな象（1983年、作・演出:松山善三）
  - チオバラニ（1983年、作・演出:やなせたかし）
  - 琥珀の女王（1984年、作・演出:藤田敏雄）
  - ザ・マジック3（1984年、作:石岡三郎、演出:坂上道之助)
  - ブレーメンの音楽隊（1984年、作:若林一郎、演出:鈴木徹）
  - 歌麿（1985年、作・演出:藤田敏雄）
  - 女の平和（1985年、作・演出:藤田敏雄）
  - 希望(1986年、作・演出:藤田敏雄）
  - クマのプーさん（1987年、作・演出:和田誠）
  - THE MAGIC-part4 ピエロの冒険（1987年、作:石岡三郎、吉田義昭、演出:坂上道之助）
  - アンパンマンの冒険（1988年、作:やなせたかし、演出:坂上道之助）
  - ざ・ひこいち〜彦一とカッパの物語〜（1988年、作・演出:忠の仁）
  - それいけ！アンパンマン-**アラビアンナイト（1990年、作:やなせたかし、演出:坂上道之助）
  - ミュージカル小劇場「見はてぬ夢」（1990年、作・演出:藤田敏雄）
  - 船長（1990年、作:山田洋次、演出:藤田敏雄）
  - 赤いろうそくと人魚（1991年、原作:小川未明、脚本…横沢祐一、演出:本間忠良）
  - ぽっぺん先生のどうぶつ日記（1991年、作:舟崎克彦、演出:坂上道之助）
  - それいけ！アンパンマン-アンパンマンと勇気の花（1992年、作:やなせたかし、演出:坂上道之助）

- 劇団四季作品
  - はだかの王様
  - ふたりのロッテ
  - 雪ん子
  - 桃次郎の冒険
  - 冒険者たち
  - 王様の耳はロバの耳
  - イワンのばか
  - 王子とこじき
  - みんなのカーリ
  - 白鳥の王子
  - 空飛ぶ幸吉
  - さよならTYO!
  - オズの魔法つかい
  - うかれヴァイオリン
  - どうぶつ会議
  - ピーター・パン
  - ジョン万次郎海を渡る
  - 吉ちょむさんの龍退治
  - ブレーメンの音楽隊
  - 泥棒たちの舞踏会

- 木馬座作品
  - ピノキオ（1962年、作・演出:藤城清治）
  - 青い鳥（1964年、作・演出:藤城清治）
  - ひき蛙（ケロヨン）（1964年、作・演出:藤城清治）
  - オズの魔法つかい（1964年、作・演出:藤城清治）
  - 木馬の冒険（1965年、作・演出:藤城清治）
  - シンデレラ（1966年、作・演出:藤城清治）
  - シンドバッドの冒険（1966年、作・演出:藤城清治）
  - 親指姫（1968年、作・演出:藤城清治）
  - 宝島（1968年、作・演出:藤城清治）
  - 小公子（1968年、作・演出:藤城清治）
  - 杜子春（1969年、作・演出:藤城清治）
  - 若草物語（1969年、作・演出:藤城清治）
  - 不思議の国のアリス（1970年、作・演出:藤城清治）
  - 真夏の夜の夢（1970年、作・演出:藤城清治）
  - ベーパック（1970年、作・演出:藤城清治）
  - みつばちマーヤ（1971年、作・演出:藤城清治）
  - ピーターパン（1971年、作・演出:藤城清治）
  - スケートをはいた馬（1971年、作・演出:藤城清治）
  - 船のりシンドバッド（1971年、作・演出:藤城清治）
  - 眠りの森のお姫さま（1971年、作・演出:藤城清治）
  - 孫悟空（1971年、作・演出:藤城清治）
  - オズの魔法使い（1971年、作・演出:藤城清治）
  - 秘密の花園（1976年、作・演出:藤城清治）
  - 愛の妖精（1975年、作・演出:藤城清治）
  - ハイジ（1976年、作・演出:藤城清治）
  - 桃太郎（1976年、作・演出:藤城清治）
  - 羽衣（1977年、作・演出:藤城清治）
  - オフィリアおばさんと影の一座（1989年、作・演出:藤城清治

- 近藤玲子水中バレエ団作品
  - ある少年の冒険（美しき龍宮城）（1967年、作:佐藤有紀夫、演出:近藤玲子）
  - 人魚の湖（1974年、作:上野たま、演出:近藤玲子）
  - 星になったおじいさん（1976年、作:山川啓介、演出:近藤玲子）
  - あこや姫（1977年、作:山川啓介、演出:近藤玲子）
  - くらげのおつかい（1978年、作:山川啓介、演出:近藤玲子）
  - 魔法の湖（1979年、作:山川啓介、演出:近藤玲子）
  - 黒真珠物語（1980年、作:山川啓介、演出:近藤玲子）

- その他の作品
  - 第三号室（1962年、作:高垣葵、演出:竹内敏晴）
  - 赤坂ミュージカル第2回公演ミュージカル・ファース　男子専科（1962年、作:岡田教和、演出:砂田実）
  - 明日が私を待っている（1963年、作:岡田教和、演出:観世栄夫）
  - エンジンは快調です（1964年、作:高垣葵、演出:竹内敏晴）
  - ファニー（1967年、作:マルセル・パニョール、矢代静一、演出:松浦竹夫）
  - 歌麿（1972年、作・演出:菊田一夫）
  - 愛する時も死する時も（1973年、作:藤田敏雄、田中基、演出:松浦竹夫）
  - 慕情（1976年、作:ハン・スーイン、深町真理子、山田太一、演出:木村光一）
  - モルガンお雪（1977年、作:早坂 暁、演出:津村健一）
  - 無法松の一生（1986年、作:磯田啓二、演出:沢井信一郎）
  - いるか・あしかのミュージカル　ピノキオの大冒険（京急油壺マリンパーク）（1989年）

- テレビミュージカル作品
  - TBSテレビミュージカル　プレゼント劇場ノイローゼを治すには（作:白坂礼二郎）
  - お早うミュージカル　ミルクを運ぶ若者（1960年、作:神吉拓郎）
  - KRT西武プレゼント劇場　ただいま混線中…！（1960年、作:どんぐりくらぶ、弘瀬裕、大貫哲義）
  - TBS西武プレゼント劇場　カクテル・ドレスの夢（1960年、作:藤本良一、演出:砂田実）
  - TBS西武プレゼント劇場　遊星人アルコンＰ２（1960年、作:井出 昭、演出:砂田実）
  - TBS西武プレゼント劇場　白ナムバーとマスコット（1961年、作:来宮洋一）
  - NHKテレビミュージカル　オリンピックを買いましょう（1964年、作:三鬼歌子）
  - 霧淡く（1962年、作:近松万紗子、演出:末盛憲彦）

- ミュージカル映画作品
  - ケロヨンの冒険（1967年、作:藤城清治、演出:清水隆雄）
  - ケロヨンの自動車レース（1968年、作:藤城清治、演出:岩沢庸徳）
  - 恋の大冒険（1971年、作･演出:羽仁進）

### CMソング
- ヤマハメイトの唄（ヤマハ発動機）
- 愛のスカイライン（日産自動車）
- キャンロップの歌（佐久間製菓）
- 不二家ハイカップ（不二家）
- 不二家パラソルチョコレート（不二家）
- 明治マーブルチョコレート（明治製菓（現：明治））
- チョコレートは明治（明治製菓（現：明治））
- 伊東温泉ハトヤホテル（ハトヤ）
- ハウス・バーモントカレーの唄（ハウス食品工業（現：ハウス食品））
- GO GO そごう（そごう）※エスオージーオー そごうへ行こう

北海道エリア
- 狸小路のうた（狸小路商店街、歌：朝丘雪路 コーラス：ボニージャックス）

東北エリア
- 東北電力の歌（歌：ボニージャックス）
- 仙都タクシー（仙台市のタクシー会社、歌：デューク・エイセス）
- エンドーチェーンの歌（歌：ピンキーとキラーズ）
- 虹をかける藤崎（藤崎、歌はいずみ朱子とハニー・ナイツ）
- うすいの歌（うすい百貨店）

近畿エリア
- フロントまるぶつ（1969年から丸物のCMや店内で使用していた。近鉄百貨店に合併後、京都店閉店を記念して復活。作詞は岩谷時子）[9]
- 阪神百貨店の歌（歌：由紀さおり）
- みんなのお酒白鶴だ!（白鶴酒造）

中国・四国エリア
- グラスをのぞくフラミンゴ（日本酒「千福」・広島県呉市、三宅本店）
- いよてつそごうの歌（旧そごうグループ倒産後、伊予鉄百貨店を経て伊予鉄髙島屋となったため使用されなくなった[10]。）
- 緑と海の国（高松琴平電気鉄道）[11]

### テレビ・ラジオ
- 『徹子の部屋』（テレビ朝日系）のテーマ曲
- 『テレビ朝日スポーツ・テーマ1980』（テレビ朝日系）- モスクワオリンピック中継用に作曲されたスポーツ中継番組テーマで1980年4月から1982年4月まで使用。
- 『TBS歌のグランプリ』（TBS系）のテーマ曲
- 『ワールド・オブ・エレガンス』のテーマ曲「愛の世界（ラブ・ワールド）」
- 『OBCソング』（ラジオ大阪のテーマソング）
- 『QRソング』（文化放送のテーマソング）
- KBCの歌（九州朝日放送のテーマソング）
- TBCの歌（東北放送のテーマソング。歌は佐良直美）
- 仙台放送の歌
- 福島テレビの歌

### 団体歌
社歌
- 旭化成工業 社歌
- 東海ラジオ放送 社歌
- 株式会社ダイエー 社歌
- 電気化学工業 社歌
- 中北製作所 社歌
- 長崎屋 社歌
- 味覚糖 社歌
- アイデアル 社歌
- 敷島製パン 社歌
- サンスター 社歌
- 大西商事 社歌
- 伊藤忠商事 社歌
- 近藤繊維工業 社歌
- 東洋現像所 社歌
- 東洋紡績 社歌

### 校歌・園歌
関東地方
- 専修大学附属高等学校 校歌（作詞：山上路夫）
- 川口市私立松葉幼稚園 園歌（作詞：-）
- 東京都立八王子北高等学校 校歌（作詞：井田誠一）
- 國學院久我山中学高等学校 校歌（作詞：岡野弘彦）
- 埼玉県立毛呂山高等学校 校歌（作詞：岡野弘彦）
- 東京都八王子市立四谷中学校 校歌（作詞：井田誠一）
- 東京都江戸川区立篠崎第四小学校 校歌
- 東京都大田区立糀谷小学校 校歌
- 東京都葛飾区立小谷野小学校 校歌
- 東京都武蔵野市立関前南小学校（作詞：門倉さとし）
- 神奈川県相模原市立弥栄小学校 校歌
- 東京都世田谷区立松丘幼稚園 園歌

東海地方
- 静岡県裾野市立富岡第一小学校 校歌（作詞：岩谷時子）
- 静岡県御殿場市立原里小学校 校歌（作詞：岩谷時子）

近畿地方
- 大阪府寝屋川市立第九中学校 校歌（作詞：乾稔）

日本人学校
- 私立釜山日本人学校 校歌

### その他
- 新八王子音頭『太陽踊り』（歌は佐良直美）
- 明日への伝言
- セイコー汎用型からくり時計（子供楽隊）
- 流山市民の歌[12]
- 浦安市民の歌[13]
- 未来音頭（ぎふ中部未来博テーマソング）

## 音楽担当作品
- われら劣等生 (1965年、松竹映画)
- ゲゲゲの鬼太郎[注 2]
- 江戸を斬る（第2部以降[注 3]）
- 破れ奉行（ゲスト出演もした）
- 魔法少女ララベル
- 哀しい気分でジョーク（1985年、松竹映画）
- それいけ!アンパンマン[注 4]

## 自作自演アルバム
- 『このままでいいのだろうか』（1971年、ガーリック・レーベル）

## 音楽作品アルバム類
- 「いずみたく作品集」音楽CD（2枚組）、EMIミュージック・ジャパン（1999年9月8日）

## 著書
- 『ドレミファ交友録』（1970年、朝日新聞社）
- 『真夜中のコーヒーブレイク』（1974年、講談社）
- 『体験的音楽論』（1976年、大月書店 国民文庫）
- 『見上げてごらん夜の星を―わが歌のアルバム』（1977年、新日本出版社）
- 『新ドレミファ交友録―ミュージカルこそわが人生』（1992年、サイマル出版会）

## 連載
- おれは野次馬（アサヒ芸能）

## いずみを演じた俳優
- NHK連続テレビ小説『あんぱん』（2025年 上半期放送）- 大森元貴（役名：いせたくや） ※やなせたかしとその妻をモデルとした作品。